# موتور رايد
موتور رايد(بالإنجليزية:Motor Raid ؛باليابانية:モーターレイド)هي لعبة فيديو ثلاثي الأبعاد من النوع اكشن وسباق بالدراجات النارية،و لعبة على آركيد وتشبه الفلم أكيرا،ويتابع الفيلم قصة الغارة سباق الجائزة الكبرى للسيارات، حيث المتسابقين من جميع أنحاء المجرة تنافس على دراجات نارية ،لعبة من أنتاج سيجا في عام 1997 .

## شعار اللعبة
No Mercy 4 Anyone Who Gets In The Way أي بلا رحمة 4 أي شخص يحصل في الطريق.